# Бушир
Буши́р (перс. بندر بوشهر‎, МФА: buːˈʃeɾо файле — Бендер-Бушехр; устар. Абушер, или Бендер-Бушер) — город-порт на юге Ирана, административный центр провинции Бушир и одноимённого шахрестана. Расположен на юго-западе Ирана, на берегу Персидского залива. На 2006 год население составляло 161 674 человека. В юго-восточном пригороде Бушира расположена первая в Иране атомная электростанция.

## История

Вид с воздуха на Бушер (1925 г.), сфотографированный Миттельхольцер, Вальтер, Библиотека ETH.

Бушир был основан в 1736 году Надир-шахом на месте древнего поселения Ришехр.
В 1763 году Карим-хан позволил Британской Ост-Индской компании основать в Бушире свой «перевалочный пункт». К концу XVIII века англичане построили в Бушире полноценную военно-морскую базу. В XIX веке Буширский порт становится одним из крупнейших на берегу Персидского залива. В 1856 году англичане оккупировали город в ходе Англо-персидской войны 1856—1857. Городской гарнизон сдался 9 декабря 1856.
В 1915 году, во время Первой мировой войны город был вновь захвачен англичанами с целью не допустить распространения там влияния немцев.
Во время Второй мировой войны Бушир, наряду с иракской Басрой, был основным портом, по которому в СССР (через территорию Ирана) доставлялись товары по ленд-лизу (в основном военные автомобили своим ходом).

## География

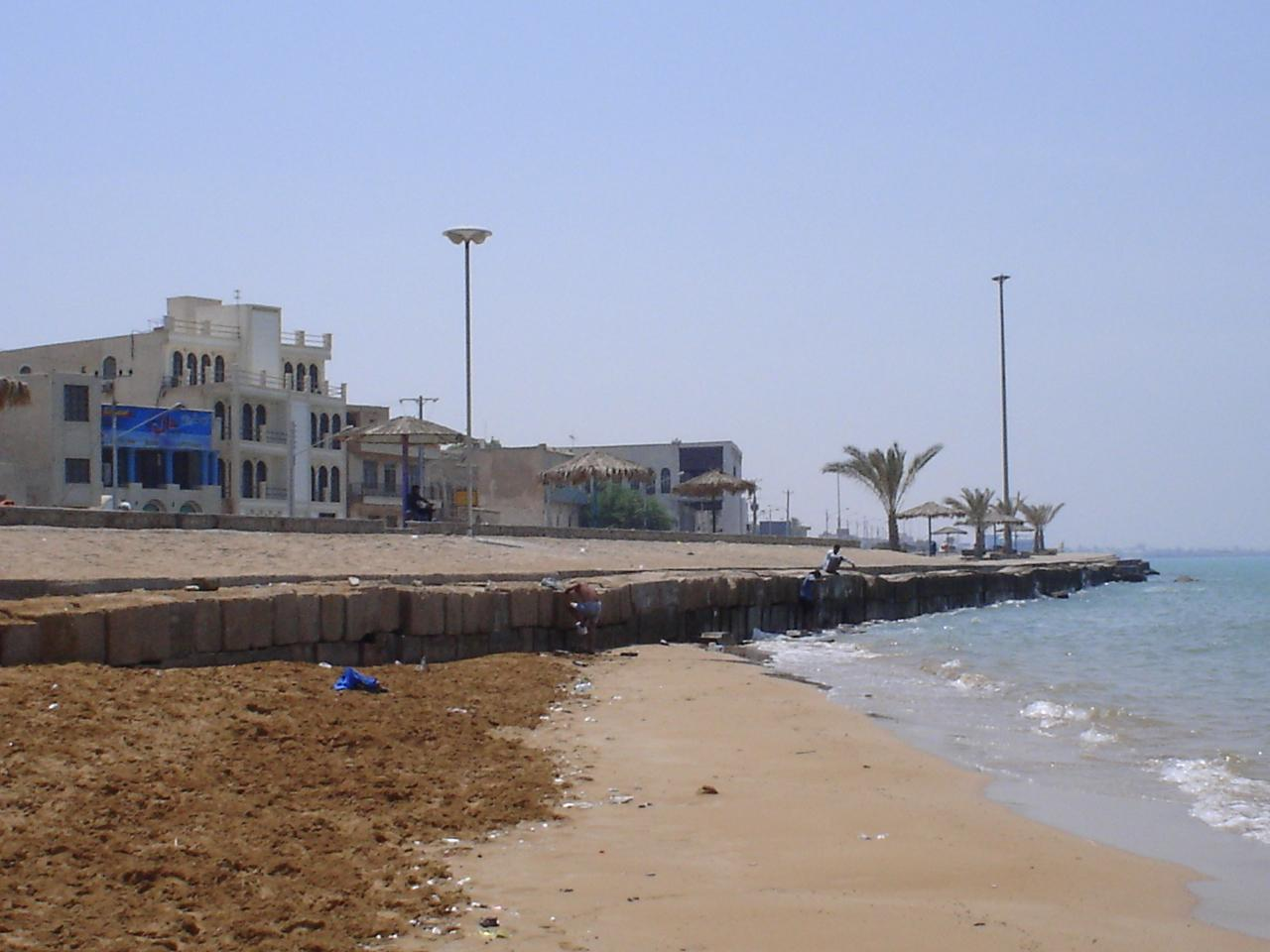
Пляж в Бушире

Бушир расположен на юго-западе страны на берегу Персидского залива.

## Население
Большинство населения составляют персы, говорящие на литературном персидском языке и бушерском диалекте персидского.

## Экономика
В районе Бушира имеется атомная электростанция. Строительство было начато в 1975 году немецким концерном Kraftwerk Union и остановлено в 1980 году из-за санкций против Ирана после Исламской революции.
В 1992 году подписано межправительственное соглашение о строительстве в Иране АЭС с российскими реакторами ВВЭР-1000. В 1998 году компания «Атомстройэкспорт» приступила к строительству. Иранская сторона выдвинула условие – использовать немецкие сооружения и оборудование. Это явилось технически сложной задачей, реализация проекта затянулась
8 мая 2011 года станция была запущена в тестовом режиме. 30 августа 2012 года был выведен на 100 процентов проектной мощности первый энергоблок Бушерской АЭС, первой атомной электростанции в стране и на всем Ближнем Востоке.

## Известные уроженцы
- Мехди Тареми — иранский футболист, нападающий сборной Ирана и португальского клуба «Порту»[10]